# ZF2001
ZF2001 ويُعرف باسمه التجاري: لقاح آي بي دي ديمر (بالإنجليزية: RBD-Dimer)‏، هو لقاح مرشح ضد مرض فيروس كورونا، تعمل على تطويره وإنتاجه شركة «آنهوي زيفي لونغ كوم» للصناعات الدوائية (بالإنجليزية: Anhui Zhifei Longcom)‏ بالتعاون مع معهد علم الأحياء الدقيقة في الأكاديمية الصينية للعلوم، وهو مخصص للإعطاء عن طريق الحقن العضلي.
اعتبارًا من ديسمبر 2020، دخل اللقاح المرحلة الثالثة من التجارب السريرية في كل من: الصين والإكوادور وإندونيسيا وماليزيا وباكستان وأوزبكستان مع أكثر من 29 ألف متطوع. تخطط الشركة لإنتاج 300 مليون جرعة من اللقاح سنويًا ما إن تنجح فعالية اللقاح بعد انتهاء تجاربها السريرية.